# Midnight Club: Street Racing
Midnight Club: Street Racing é um jogo eletrônico de corrida desenvolvido pela Angel Studios e publicado pela Rockstar Games. Foi lançado inicialmente em outubro de 2000 para PlayStation 2. É o primeiro título da série Midnight Club sendo um título de lançamento para PlayStation 2. Um porte do jogo para o console portátil Game Boy Advance, desenvolvido pela Rebellion Developments, foi lançado inicialmente em novembro de 2001. Em março de 2013, o título foi disponibilizado para PlayStation 3 via PlayStation Network.
O jogo apresenta corridas de rua em duas cidades — Nova Iorque e Londres, recriadas de forma semelhante às suas contrapartes da vida real. Os modos "arcade" e "carreira" estão disponíveis para escolha, onde o jogador pode personalizar suas corridas e vencer competições para desbloquear novos desafios e carros. No total, existem quatro tipos de corridas em opções de um ou múltiplos jogadores: "Cruise", "Head to Head", "Waypoint" e "Capture the Flag". De acordo com a história, um taxista conhece a equipe de corrida Midnight Club e participa com eles em corridas ilegais com o objetivo de receber o título de melhor corredor de rua.
Durante o desenvolvimento do jogo, os desenvolvedores decidiram usar cidades da vida real e a temática de corridas de rua que estava ganhando popularidade na época. Midnight Club: Street Racing foi bem recebido pela crítica especializada, com os revisores elogiando as suas cidades e o modo multijogador; no entanto, críticas foram direcionadas ao seu nível de dificuldade, monotonia e enredo. A versão para Game Boy Advance recebeu críticas negativas devido à sua jogabilidade e controles simplificados. Uma sequência, Midnight Club II, foi lançada em abril de 2003.

## Jogabilidade

Uma corrida no modo "Waypoint" por Londres no Ascent 470ds. Midnight Club: Street Racing é um dos primeiros jogos a apresentar uma temática de corridas de rua.

Midnight Club: Street Racing é um jogo eletrônico de corrida tridimensional que possui uma jogabilidade no estilo arcade. O jogo possui duas cidades — Nova Iorque e Londres. Carros circulam pelas estradas e pedestres andam pelas calçadas, podendo ser atropelados. O jogador pode escolher um dos carros disponíveis, a maioria dos quais pode ser repintado e cada um com três modificações; carros e modificações de cada um deles diferem entre si em características técnicas, como velocidade máxima, tração e quantidade de injeção do sistema de óxido nitroso. Os carros recebem danos em colisões; no enchimento máximo do indicador de danos, o carro para e após alguns segundos restaura seu estado original. O jogo é dividido em dois modos principais: "Arcade" e "Carreira".
No modo arcade, o jogador pode escolher entre quatro tipos de corridas: "Cruise", "Head to Head", "Waypoint" e "Capture the Flag". Cada um deles está disponível nos modos para um jogador e multijogador para duas pessoas em tela dividida. No final de cada corrida, o jogador pode ver seu replay. Se durante a corrida o carro do jogador for completamente destruído, isso leva à derrota. Durante as corridas, se as regras da estrada forem violadas pelo jogador, a polícia também pode persegui-lo, mantendo a ordem. Em "Cruise" o jogador viaja livremente por uma das duas cidades, não há rivais e policiais. É possível alterar a hora do dia e o clima, selecionar um carro, e ajustar a intensidade do tráfego e dos pedestres. Em "Head to Head", o jogador compete contra outro piloto; o vencedor é aquele que passar por todos os checkpoints em uma determinada ordem e chegar primeiro à linha de chegada. O "Waypoint" é frequentado por quatro a seis participantes; o vencedor é aquele que passar primeiro por todos os pontos de controle, independente da ordem. Em "Capture the Flag", a cidade contém uma bandeira que os competidores devem pegar e transportar para um posto de controle, após o qual uma nova bandeira e posto de controle aparecem; no entanto, se durante o transporte da bandeira outro participante tocar em quem a carrega, então a bandeira passa para quem a tocou; vence quem carregar mais bandeiras.
O modo carreira apresenta um enredo em que um motorista de táxi de Nova Iorque obtêm conhecimento sobre a equipe Midnight Club, cujos motoristas possuem os melhores carros. O taxista, controlado pelo jogador, decide se tornar um líder entre os representantes da equipe. Os pilotos dirigem pela cidade neste modo, cada um dos quais pode ser desafiado para uma competição. Para fazer isso, o jogador precisa se aproximar com um deles até um determinado local onde a competição começa, que é representada por um dos dois tipos de corridas — "Head to Head" ou "Waypoint". Caso o jogador vença a competição, ele receberá o carro do perdedor, bem como seu número de telefone, para que o adversário, que irá pilotar um carro novo, possa ser chamado para a próxima competição a qualquer momento. Novos carros também são desbloqueados se marcadores de bônus forem encontrados na cidade, localizados em lugares escondidos e de difícil acesso. No menu "Extras", o jogador pode ver pequenas biografias de corredores de rua da equipe "Midnight Club".

## Desenvolvimento e lançamento
Midnight Club: Street Racing foi desenvolvido pela Angel Studios e publicado pela Rockstar Games. A equipe já tinha experiência na criação de jogos de corrida no estilo arcade, lançando Midtown Madness e sua sequência, Midtown Madness 2, para Microsoft Windows. O novo projeto do estúdio foi criado em um motor gráfico modificado desses jogos — Angel Game Engine (AGE) — e repete amplamente suas principais características: cidades reais, mundo aberto, corridas de rua e perseguição policial. No entanto, Midnight Club: Street Racing não possui modo on-line, mas há um modo multijogador para até dois jogadores em tela dividida. Além disso, os carros de Midnight Club: Street Racing, ao contrário de Midtown Madness, não são licenciados e são modelos fictícios (embora tenham peças de fabricantes reais como GReddy e Stillen); como resultado, o jogo implementou a capacidade de atropelar pedestres. Os personagens do jogo utilizam em seu vocabulário xingamentos e ridicularização ao jogador, o que, segundo os desenvolvedores, conferem à equipe "Midnight Club" um estilo áspero característico dos corredores de rua. Por essas razões, Midnight Club: Street Racing recebeu classificações indicativas de "Teen" (T) — acima de 13 anos — na América do Norte pela Entertainment Software Rating Board (ESRB), e acima de 16 anos pela Unterhaltungssoftware Selbstkontrolle (USK) na Alemanha.
O desenvolvimento do jogo ficou conhecido pela primeira vez em 27 de janeiro de 2000. No mesmo ano, em 15 de fevereiro, ocorreu um anúncio oficial. Em 6 de setembro, a Rockstar disponibilizou o site oficial do jogo. Midnight Club: Street Racing foi trabalhado do lado técnico e, ao final do ciclo de desenvolvimento, os desenvolvedores alcançaram efeitos visuais considerados adequados para o jogo e uma taxa de quadros estável, até cerca de 30 quadros por segundo. Além disso, Midnight Club: Street Racing inclui conteúdos de outro jogo de corrida do estúdio, Smuggler's Run, que estava sendo desenvolvido em paralelo. Em 11 de outubro do mesmo ano, a Rockstar forneceu informações sobre a trilha sonora do jogo, que foi feita com base nos gêneros house, techno e drum and bass, e criada pelos compositores Eryl Brick, Derrick May, Surgeon, e Dom & Roland; tais composições, segundo os desenvolvedores, "expressam musicalmente a vida urbana das corridas de rua". Antes do lançamento do jogo, a Rockstar Games realizou uma competição na qual os vencedores receberam uma camiseta com o tema de Midnight Club: Street Racing, um pôster, um CD da trilha sonora de Derrick May e Surgeon, e um detector de radar.
Midnight Club: Street Racing foi lançado em 26 de outubro de 2000 na América do Norte, 8 de dezembro do mesmo ano na Europa, e em 1.º de março de 2001 no Japão. Assim, o jogo foi um dos primeiros títulos lançados para o PlayStation 2. Em 18 de dezembro de 2000, a trilha sonora do jogo de Dom & Roland, licenciada pela gravadora Moving Shadow, foi lançada em dois discos de vinil: o primeiro gravado com faixas chamadas "Imagination" e "Soundwall", e o segundo — "Skyliner" e "Original Sin". Em novembro de 2001, uma versão para Game Boy Advance do jogo, desenvolvida pela Rebellion Developments, foi publicada na América do Norte e Europa pela Destination Software e Zoo Digital, respectivamente. Ao contrário da versão de PlayStation 2, o jogo usa gráficos bidimensionais de cima para baixo, possui algumas diferenças de interface e a ausência do modo multijogador e "Capture the Flag"; a jogabilidade em si permaneceu praticamente inalterada. Em março de 2013, Midnight Club: Street Racing foi disponibilizado para PlayStation 3 via PlayStation Network na seção "PS2 Classics".

## Recepção
Midnight Club: Street Racing foi bem recebido pela crítica especializada. No agregador de resenhas Metacritic, o jogo possui uma pontuação média de 78/100 para sua versão de PlayStation 2, com base em 18 resenhas, indicando avaliações "geralmente favoráveis". Os revisores elogiaram as cidades e os modos de jogo bem desenvolvidos, mas criticaram seu enredo e nível de dificuldade. Foi bem-sucedido comercialmente, vendendo mais de 1,87 milhão de cópias até dezembro de 2007.
Escrevendo para a IGN, Doug Perry chamou Midnight Club: Street Racing de "um dos jogos mais promissores do PlayStation 2" e o comparou com Smuggler's Run, optando pelo primeiro. O revisor gostou dos detalhes das cidades do jogo, seus efeitos sonoros, música, jogabilidade e modo multijogador, mas sentiu falta de um suporte para quatro jogadores. Um sentimento semelhante foi compartilhado por Jeff Gerstman, da GameSpot, que elogiou os gráficos, a música, a dublagem e as cidades "vivas", descrevendo Midnight Club: Street Racing como "um jogo de corrida de arcade extremamente divertido [...] As opções de jogabilidade oferecidas tornam o jogo explosivo, não importa qual modo você escolha". O revisor The Freshman, da GamePro, elogiou o mundo aberto e as competições de corrida, mas disse que os visuais das cidades eram bastante simples.
Alguns críticos foram menos positivos sobre o jogo. A AllGame atribuiu ao Midnight Club: Street Racing uma classificação de três estrelas de cinco. Shawn Sanders, da Game Revolution, embora tenha sido positivo sobre a escala e construção das cidades, bem como o "divertido" modo multijogador "Capture the Flag", no entanto, foi crítico em relação às texturas do jogo, condução sem erros de rivais controlados por computador, a monotonia da jogabilidade (em comparação com o jogo anterior da desenvolvedora, Midtown Madness) e um enredo vago, eventualmente chamando Midnight Club: Street Racing de "um jogo de lançamento do PS2 abaixo do esperado" e dizendo que "oferece menos de um grande jogo de corrida do que Midtown Madness". Problemas semelhantes de jogabilidade e história foram relatados pela GamesRadar+ e Edge. Apesar de ter elogiado o aspecto gráfico do jogo, Paul Anderson, da Game Informer, criticou a sua dificuldade, corridas "repetitivas" e pouca variação de veículos.
O porte para Game Boy Advance do jogo foi recebido negativamente pela crítica; no Metacritic, esta versão possui uma pontuação média de 50/100. O jogo foi criticado por seus problemas de áudio, interface e jogabilidade. Craig Harris, da IGN, ficou desapontado com este porte, "que poderia ter sido muito mais agradável", e citou problemas como baixa qualidade de som, inteligência artificial dos adversários, e interface estranha, citando os gráficos como o melhor aspecto desta versão. Skyler Miller, da AllGame, descreveu Midnight Club: Street Racing no Game Boy Advance como "uma versão lenta e confusa de Grand Theft Auto sem o crime e a diversão."

### Sequência e influência
Midnight Club: Street Racing gerou a franquia Midnight Club, tornando-se também um dos primeiros jogos com temática de corridas de rua. Em 2003, foi lançada uma sequência, Midnight Club II, que dispõe de três cidades — Los Angeles, Paris e Tóquio, além de possuir uma jogabilidade aprimorada. As corridas de checkpoints em cidades reais se tornaram uma característica importante da série.
Um tipo semelhante de jogabilidade apresentado em Midnight Club: Street Racing foi usado em vários outros jogos de corrida, como Need for Speed: Underground e Need for Speed: Underground 2; neles, o jogador também participa de corridas pelas ruas da cidade.